# Область Міяке
О́бласть Міяке́ (яп. 三宅支庁, みやけしちょう, МФА: [mʲijake ɕi̥t͡ɕoː]) — область в Японії, в префектурі Токіо. Розташована на островах Ідзу.
Належить до острівних територій Токіо. Заснована 1920 року. Контролює село Міяке на островах Міяке й Онохара, та село Мікурадзіма на островах Мікура й Інамба.